# Colonia Rafael García
Colonia Rafael García är en ort i Mexiko.   Den ligger i kommunen Huanímaro och delstaten Guanajuato, i den centrala delen av landet, 260 km väster om huvudstaden Mexico City. Colonia Rafael García ligger 1 705 meter över havet och antalet invånare är 232.
Terrängen runt Colonia Rafael García är kuperad västerut, men österut är den platt. Runt Colonia Rafael García är det ganska tätbefolkat, med 166 invånare per kvadratkilometer. Närmaste större samhälle är Abasolo, 11,2 km nordväst om Colonia Rafael García. Trakten runt Colonia Rafael García består till största delen av jordbruksmark.